# Anton Thiele
Hans Anton Thiele (født 25. marts 1838 i København; død 3. oktober 1902 i Kalundborg) var en dansk landskabsmaler.
Anton Thiele var søn af instrumentmager Frederik Anton Thiele (1792-1859) og Anne Johanne Marie født Jakobsen (1810-1891). Han var kortvarigt elev på Kunstakademiet og var ellers autodidakt. Han debuterede i 1862 på Charlottenborg med Parti i en Have. Samme år blev han ramt af en øjensygdom, der i længere tid hindrede ham i at virke som kunstner; i denne periode var han beskæftiget dels med at fotografere, dels ved regnskabsvæsen, indtil han i 1870 igen kunne begynde at udstille.
Fra 1872-80 opholdt Thiele sig i Italien og hjemsendte landskabsbilleder, mest fra Capri og Ischia, samt enkelte figurmalerier. Flertallet af hans arbejder, af hvilke nogle, deriblandt det store Aaen i Sæby Skov (1882), solgtes til Kunstforeningen, er dog udført efter danske studier; hos publikum vandt de anerkendelse i kraft af deres smagfuldt valgte motiver, let overskuelige komposition og omhyggelige udførelse.
Anton Thiele ægtede 8. juli 1880 Emilie Christine Jespersen (født 1843), datter af grosserer Peter Christian Jespersen (1810-1855) og Louise Susanne født Herschend (1814-1898). I 1886 købte han ejendommen "Strandlyst" på Røsnæs og drev den som sanatorium indtil 1896, da han solgte den og købte en nærliggende grund, som han bebyggede og tilplantede. Her døde han 3. oktober 1902.
| - Værker af Anton Thiele - Landskab ved Borup, 1860 - Landskab med træer ved et vand, 1860 - En ung Pige i Kirken, før 1874 - Ung pige i klassisk dragt plukker roser, ukendt dato |

| - Lysning i en skov med et lille åløb, 1882 - Skovparti med åløb en sommerdag, 1884 - Sommerlandskab med granskov, 1884 - Die Gartenlaube ('løvsalen', tidsskrift), 1888 - Sommerlandskab med trækvogn, 1899 |